# Tastiera laser

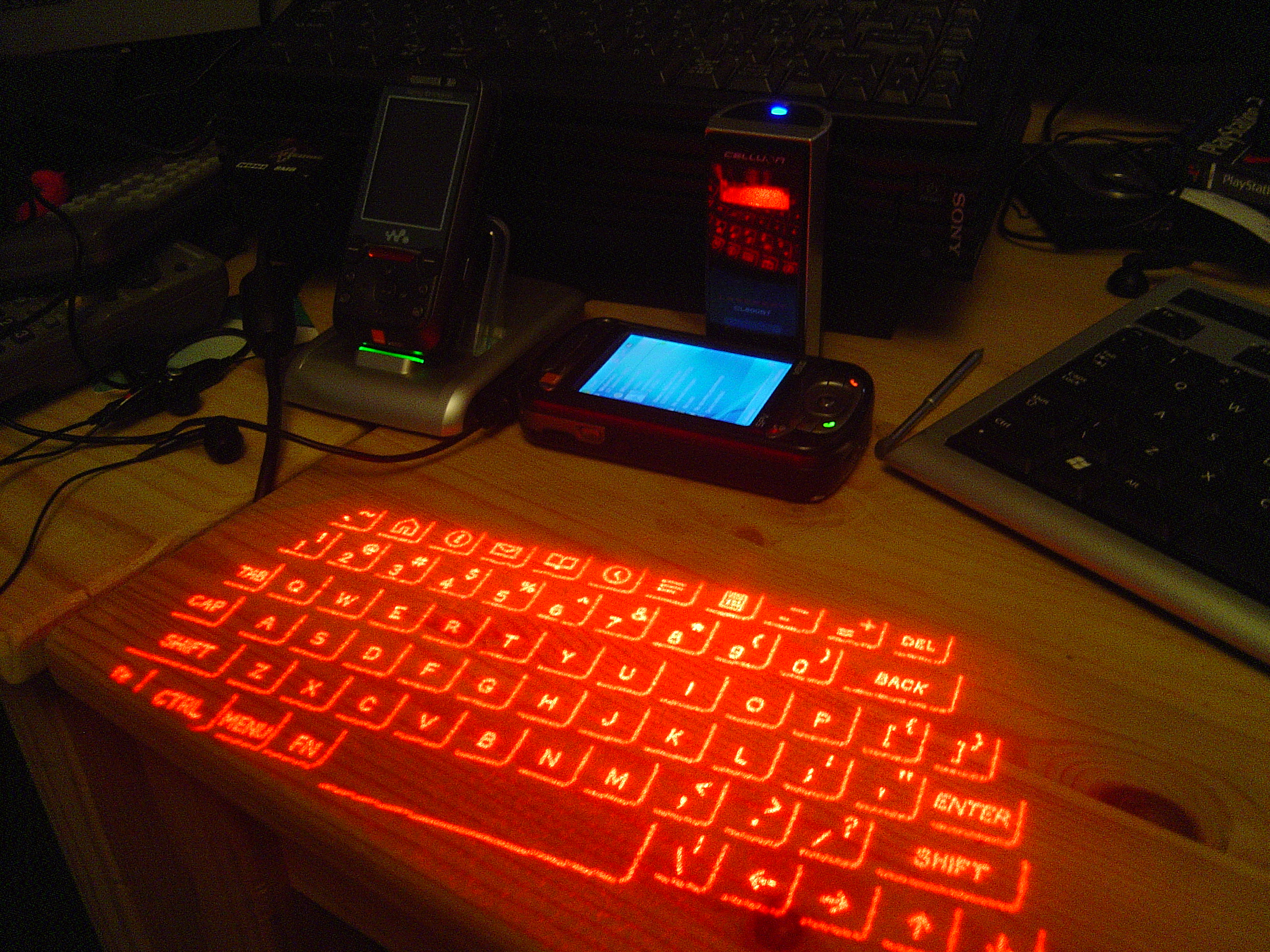
Tastiera laser

Una tastiera laser, anche conosciuta come tastiera a proiezione, è una tastiera virtuale che può essere proiettata su qualsiasi superficie.

## Funzionamento
1. Un proiettore proietta un laser su una superficie piatta.
2. Un sensore nel proiettore misura il movimento ed il posizionamento delle dita.